# Carl Holger Visby
Carl Holger Visby, også C.H. Visby (født 30. marts 1801 i Helsingør, død 10. marts 1871 i Store Heddinge) var en dansk præst.
Som student i 1820'erne stillede Visby sig stærkt kritisk til "tyskheden", og sammenlignede tyskere bosat i Danmark med jøder. Mens jøderne efter hans mening var i færd med at integreres i det danske samfund, mente han, at tyskerne udgjorde en indre koloni, der foragtede alt dansk. Han baserede sin opfattelse på, at lærerne ved den tyske Sankt Petri Skole angiveligt lærte eleverne at se ned på dansk sprog og kultur, og gik til fysisk afstraffelse, hvis børnene talte dansk. Jens Kragh Høst og den tidligere elev ved Sankt Petri, Orla Lehmann, støttede Visby i dette syn, mens den tyske kreds omkring Sankt Petri svarede igen med erklæringer og injuriesøgsmål. 
Visby blev i 1826 præst ved Blåtårn og Tugt-, Rasp- og Forbedringshuset på Christianshavn, i 1830 tillige residerende kapellan ved Vor Frelsers Kirke og 1844 sognepræst samme sted. I 1854 blev han forflyttet han til Store Heddinge. Visby har indlagt sig ikke ringe fortjeneste som fængselspræst og udfoldede en stor filantropisk virksomhed. Han var i det hele virksom på mange måder, også som skribent. Med J.C. Lindberg havde han en strid i anledning af en prædiken, han havde holdt, men Lindberg blev ved retten dømt for injurier.
Søren Kierkegaard værdsatte Visbys prædikener  og anså Visby for at være en god prædikant: "...at man selv går bort med en solstråle i hjertet."
Visby var medlem af Den Grundlovgivende Rigsforsamling valgt i Københavns 6. distrikt.